# 张国坚
张国坚（1912年—1962年7月21日），又名张然和。福建省漳州人，印度尼西亚爪哇归侨。中国工农红军高级干部。中华人民共和国高级官员。

## 生平
1925年回国读书，上海暨南大学肄业。
1927年参加中国共产党。任上海吴淞区委书记，江苏省委组织部干事，福建省委秘书长，中华苏维埃共和国临时中央政府国家政治保卫局白区工作部部长。据《邱会作回忆录》，长征前夕，国家政治保卫局执行部部长张然和展示了局长邓发签署的处决令，把邱会作绑了起来押往行刑场，路上遇到周恩来、邓发与邱会做的直接上级叶季壮，叶季壮向周恩来询问是怎么回事，周恩来对邓发说：“他还是个孩子，交给叶季壮带回去吧！”红军长征第一、四方面军会师后张然和调红四方面军工作，卓木碉会议期间， 1935年10月5日成立“中共大金省委”，驻绥靖（今金川县城老街所在地）正街，省委书记何柱成（后邵式平），组织部长陈毅先（后何柱成），裁判部长曾广澜，宣传部长罗青长（李中权），民族事务部长张然和。1935年11月12日，红军在绥靖恢复成立西北联邦政府，主席邵式平，张然和任裁判部部长、财政经济部部长。任红三十军政治部组织部长、保卫部长。红西路军主力失败后，1937年3月14日西路军军政委员会在甘肃肃南县石窝山召开扩大会议决定成立干部游击支队的军政委员会，主席兼政委曾日三，副主席兼支队长是毕占云，委员有张琴秋、欧阳毅、刘瑞龙、张然和等。张然和个子矮，脸黑，很像藏民，利用长相的优势与牧民套近乎，为干部游击支队的残部争得了吃喝和短暂的安全。
抗日战争爆发后，1938年7月7日，在旬邑湫坡头镇看花宫成立了陕北公学分校，有华侨学员100多人。张然和任陕北公学分校政治部副主任。《论持久战》发表后，陕北公学很快开设了游击战争课，由具有丰富实战经验的红军干部周纯全和张然和主讲，将“游击战从小到大发展的规律讲得很是形象化：从针尖刺，剪刀剪走向大刀杀，阔斧砍。”。1938年12月，陕北公学华侨联谊会在看花宫成立，主任爪洼归侨张然和，副主任泰国华侨朱瘦林，秘书长新加坡华侨廖冰（女） 。1939年1月，陕北公学总校由延安迁到旬邑看花宫与分校合并，校长成仿吾，党委书记申力生，教务部长江隆基，政治部主任张然和。1939年6月下旬，陕北公学迁回延安，与延安鲁迅艺术学校、延安工人学校、安吴青训班合并，成立华北联合大学，随即开赴晋察冀根据地灵寿县陈庄，对外称“华胜大队”，张然和任华北联大政治部主任。1940年任冀中区党委社会部第三任部长，1943年初任冀中区党委组织部长兼社会部长。1943年8月撤销冀中区党委、冀中行署、冀中军区，冀中各地委、专署、军分区由晋察冀边区直接领导，晋察冀分局设立冀中工作委员会，协助晋察冀分局处理冀中的日常工作，马辉之任工委主任，周小舟、张国坚任工委委员。1944年7月恢复设立冀中区党委、冀中行署、冀中军区。抗战胜利后，冀中区奉命在胜芳筹备接管天津，张国坚任天津公安局局长。后因美国海军在天津登陆作罢。
解放战争期间，任张家口市委副书记兼市委社会部长，晋察冀中央局社会部副部长、华北人民政府交通部业务处处长。1949年7月调任中央财经委员会交通运输计划处处长。
中华人民共和国成立后，任政务院财经委员会处长，中财委第三办公室副主任。1954年11月任国务院第六办公室（交通办公室）副主任，国务院第六办公室副主任兼综合运输研究所所长。1958年3月，国务院第六办公室与国家经委合署办公，任国家经济委员会副主任。